# Grayenulla dejongi
Espèce
Grayenulla dejongi est une espèce d'araignées aranéomorphes de la famille des Salticidae.

## Distribution
Cette espèce est endémique du Kimberley en Australie-Occidentale. Elle se rencontre à Lone Dingo sur le plateau de Mitchell.

## Description
La carapace du mâle holotype mesure 1,80 mm de long sur 1,40 mm et l'abdomen 1,45 mm et la carapace de la femelle paratype mesure 2,40 mm de long sur 1,95 mm et l'abdomen 2,30 mm.

## Étymologie
Cette espèce est nommée en l'honneur de Aris E. de Jong.

## Publication originale
- Żabka, 1992 : Salticidae (Arachnida: Araneae) from Oriental, Australian and Pacific regions, VII. Paraplatoides and Grayenulla - new genera from Australia and New Caledonia. Records of the Australian Museum, vol. 44, no 2, p. 165-183 (texte intégral).